# 瓦拉維爾角
60°41′S 44°32′W / 60.683°S 44.533°W
瓦拉維爾角是南極洲的海岬，位於南奧克尼群島的勞里島北岸，處於瓦森半島北岸，該海岬由法國的探險隊繪入地圖和命名，現時由南極條約體系管理。